# Тас-Тепе

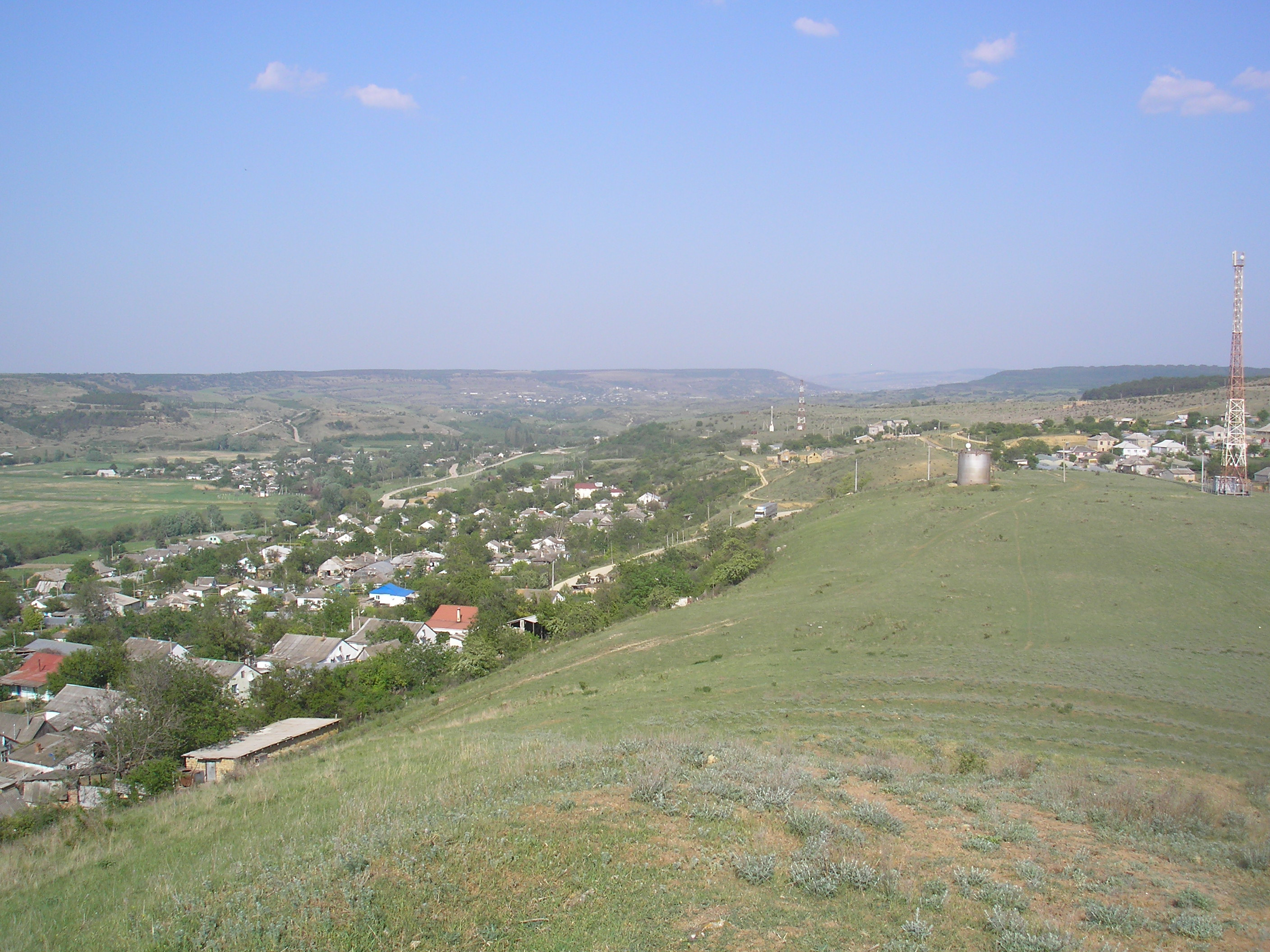
Район бывшего села Тас-Тепе

Тас-Тепе́ (укр. Тас-Тепе, крымскотат. Taz Töpe, Таз Тёпе) — село, включенное в состав Тенистого, находилось в восточной части современного села, под горой Сары-Таис (народное название Тарелка), вдоль левого берега реки Качи.

## История
Скорее всего, во времена Крымского ханства Таз-Тепе был одним из кварталов (маалле) Калымтая и самостоятельным селом не являлся. Упомянутая в Камеральном Описании Крыма 1784 года как Качи Беш Паресы Кадылыка деревня Таз Тюпе, далее в официальных документах XIX века почти не упоминается: ни в Ведомости о всех селениях, в Симферопольском уезде состоящих… 1805 года, ни в «Списке населённых мест Таврической губернии по сведениям 1864 года», нет и в «Памятной книге Таврической губернии 1889 года», только на в справочнике «Волости и важнѣйшія селенія Европейской Россіи» 1886 года, согласно которому в деревне Тастопе при реке Каче, Дуванкойскаой волости, проживало 53 человека в 11 домохозяйствах, действовала мечеть.
Поскольку, реально деревня существовала, военные топографы аккуратно отмечали её на своих картах: на карте 1836 года в деревне 11 дворов, а на карте 1842 года обозначена условным знаком «малая деревня» (менее 5 дворов), на трёхверстовой карте Шуберта 1865—1876 года — Тас-Тепе с 11 дворами, и на подробной карте 1890 года — в Тас-Тепе 16 дворов с крымскотатарским населением. В Списке населённых пунктов Крымской АССР по Всесоюзной переписи 17 декабря 1926 года Тас-Тепе не числится, но обозначен на километровой карте Генштаба Красной армии 1941 года, при этом, на двухкилометровке РККА 1942 года его нет (видимо, из-за масштаба). Указом Президиума Верховного Совета РСФСР от 18 мая 1948 года, Таз-Тепе, как самостоятельное село, объединён с Тенистым.